# Якорцы стелющиеся
Я́корцы сте́лющиеся, или Якорцы назе́мные также известны как кавунцы́ (лат. Tríbulus terréstris) — однолетнее травянистое растение, произрастающее в умеренном и тропическом климате в Южной Европе, Южной Азии, в Африке, Северной Америке и северной Австралии; вид рода Якорцы семейства Парнолистниковые.

## Ботаническое описание
Однолетнее растение.

Корни тонкие; стебли ветвистые, распростёртые по земле.

Листья парноперистые, супротивные.

Мелкие жёлтые цветки расположены одиночно в пазухах листьев.
|                                                                                                |  |
| Плоды дробные, состоят из пяти звёздчато расположенных плодиков (мерикарпиев) с острыми шипами |  |

## Распространение и среда обитания
На территории стран СНГ растение имеет широкий ареал, включающий Молдавию, Кавказ, юго-восток Украины и Среднюю Азию. Встречается также в Крыму, на побережье Азовского моря и по берегам Днепра. Введено в культуру.
Растение произрастает на уплотнённых почвах, подвергающихся антропогенному воздействию и вытаптыванию домашними животными, людьми и транспортом, в том числе на тропах, просёлочных дорогах. Обладает повышенной устойчивостью к вытаптыванию.

## Химический состав
В якорцах стелющихся были найдены сапонины, флавоноиды, гликозиды, алкалоиды, дубильные вещества, стерины, полисахариды. Стероидные гликозиды (около 2,8 % но не менее 0,7 %, от сырого веса), агликоном которых является диосгенин. Был выделен протодиосцин, считающийся ответственным за повышение уровня тестостерона Обнаружены значительные расхождения в составе якорцев стелющихся, с преобладанием протодиосцина, в якорцах, произрастающих в Восточной Европе и Юго-Западной Азии, в отличие от якорцев, произрастающих в Индии, Вьетнаме и, очевидно, Китае, где, похоже, произрастает другая разновидность травы. Также были обнаружены прототрибестин, псевдопротодиосцин, диосцин, трибестин, трибулозин, рутин. Был выделен так же флавоноид астрагалин, что может частично объяснить кардиопротекторные свойства якорцев стелющихся. Найдены также 25 флавоноидных гликозидов, с наибольшим содержанием кемпферола, кверцетина, изорамнетина и 3-генциобиозиды.

## Хозяйственное значение и применение
Сумма стероидных гликозидов под названием трибуспонин обладает выраженным антисклеротическим действием. Его применяют в медицине при атеросклерозе, сочетающимся с гипертонией и стенокардией.
В народной медицине якорцы стелющиеся применяют сотни лет, для лечения всех видов нервных заболеваний, для растворения камней в почках, как мочегонное, при коликах и болях в пояснице, ушных заболеваниях, как противоядие с вином, а также для усиления и укрепления потенции. Используют их и как тонизирующее средство, вяжущее и антигипертензивное.
В Азербайджане различные органы растения, в большинстве случаев надземная часть, целиком употребляются против гонореи, против болезней глаз, при ревматических болях, болезнях почек, как наружное средство и для косметических целей.
На Кавказе употребляется при гонорее, поносе, глазных и горловых воспалениях.
В народной медицине Болгарии растение используется для лечения эректильной дисфункции.
В народной медицине Ирана якорцы стелющиеся применяют для избавления от камней в почках, как мочегонное, слабительное, для припарок, против сифилиса.
В Непале местными травниками, в виде отвара внутрь, при инфекциях мочеполового тракта.
В индийской медицине отвар якорцев используют при болях внизу спины, радикулите, воспалении органов малого таза и крестца, сухом кашле и расстройствах дыхания.. Для стимуляции выделения желудочного сока, лечения мочекаменной болезни, диспноэ, болезней сердца. В Аюрведе для лечения импотенции, венерических заболеваний, а также сексуальной слабости. В медицине Унани якорцы используются как мочегонное, мягкое слабительное и общеукрепляющее средство.
В традиционной китайской медицине, плоды якорцев использовались для лечения глаз, отеков, вздутия живота, патологических болей и сексуальной дисфункции. Якорцы описываются как очень ценное лекарственное средство в Shern-Nong фармакопеи (самая старая известная фармакологическая работа в Китае) для восстановления угнетенной печени, лечения уплотнений в груди, мастита, метеоризма, острого конъюнктивита, головной боли и витилиго. В Китае разные части этого растения используют для лечения различных заболеваний. Так листья якорцев, применяют при рвоте, диарее, заложенности носа, насморке, зуде кожи, чесотке, фурункулах. Цветки при витилиго. Плоды при головной боли, головокружениях, болях в груди, аменореи, витилиго, при различных заболеваниях печени, крапивнице, экземе.
В качестве лекарственного сырья используют траву якорцев стелющихся (лат. Herba Tribuli terrestris), которую заготавливают во время цветения и плодоношения: выдёргивают с корнями, затем сушат под навесами. Есть еще один способ заготовки якорцев стелющихся: траву выдергивают с корнями, а затем пока трава не высохла нарезают, к примеру секатором, на веточки длиной от 2 до 5 см, после сушат под навесами. Второй способ заготовки значительно лучше, так как пыль якорцев стелющихся обладает раздражающими легкие эффектом, и постоянная работа заготовителей с большими объемами сухого сырья якорцев, а именно его измельчение в уже сухом виде, может привести к  их повреждениям, потому измельчать лучше до высыхания. Второе преимущество этого способа, в том, что измельченное таким способом сырье имеет значительно лучший товарный вид, так как при упаковке и измельчении листочки не отпадают от веточек.
Кроме полезного применения, можно отметить крайне неприятную особенность данного растения для велосипедистов: его колючие семена легко прокалывают велопокрышки, порой даже с антипрокольной защитой. С учётом произрастания по обочинам дорог эта особенность доставляет много хлопот велосипедистам в южных регионах. Для защиты колёс от подобных мелких проколов лучшим решением является бескамерная велосипедная покрышка с залитым специальным наполнителем-герметиком, полимеризующимся в районе мелких проколов.

## Исследования на людях
Лечение сексуальной дисфункции

В исследовании, проведённом в Египте в 2015 году в группе мужчин старшей возрастной группы, страдающих возрастным андрогенным дефицитом, применение экстракта якорцев стелющихся три раза в день по 250 мг на протяжении трёх месяцев показало статистически значимую разницу в увеличении уровня тестостерона (общего и свободного).
Случайное, двойное, слепое, плацебо-контролируемое исследование, проведённое в 2012 году, показало, что у мужчин с низкой численностью сперматозоидов, употребление 6 грамм экстракта корня якорцев в день в течение двух месяцев привело к улучшению сексуального здоровья на 49,38 %, по сравнению с плацебо (27,80 %). В этом исследовании была отмечена тенденция к повышению уровня тестостерона до 16,3 %, однако эти данные не были признаны статистически значимыми. В этом исследовании были отмечены также улучшение эрекции (6,03 %), снижение ригидности полового члена (9,41 %), уменьшение преждевременной эякуляции (6,12 %) и уменьшение симптомов отсутствия оргазма (9,76 %).
Исследование, проведённое в Иране в 2016 году в лабораторных условиях на человеческих сперматозоидах, показало улучшение различных параметров мужской спермы, таких как подвижность, криволинейная скорость, жизнеспособность.
Другое исследование, проведённое в Бразилии в 2016 году на 65 мужчинах, показало значительное увеличение качества спермы, в особенности увеличение концентрации и подвижности.
Исследование, проведённое в 2014 году в Бразилии, в котором экстракт якорцев стелющихся применялся в дозировках 250 мг три раза в день на протяжении трёх месяцев для лечения сексуальной дисфункции у женщин, выявило эффективность и безопасность якорцев для лечения этого вида расстройств.
Случайное, двойное, слепое, плацебо-контролируемое исследование, проведённое в 2014 году, подтвердило высокую эффективность применения якорцев стелющихся для лечения сексуальной дисфункции у женщин.
Исследование, проведенное в 2016 году, показало эффективность применения якорцев стелющихся в лечении сексуальных проблем у женщин в период менопаузы.
Снижение уровня холестерина

Несколько научных исследований подтвердили эффективность применения якорцев стелющихся для снижения уровня холестерина.
Уровень холестерина снижается в основном за счёт снижения ЛПНП, не оказывая существенного влияния на ЛПВП.
Снижение давления

Исследование, проведённое в Индии в группе больных гипертонией после четырёхнедельного применения экстракта плодов якорцев отметило снижение систолического артериального давления (9,6—10,7 %), а также диастолического артериального давления (7,4—8,1 %). Было обнаружено также снижение холестерина (9,49—10,23 %). Были отмечены также снижение головной боли, головокружения, бессонницы, снижение сердцебиения, повышение диуреза. Однако к данным, связанным со снижением давления, следует подходить с осторожностью, так как в группе вмешательства в начале исследования систолическое артериальное давление было повышено, что может говорить о начальной негативной реакции на лечение.
Лечение ИБС

В 1990 году в Китае было проведено исследование на 406 больных ИБС с симптомами стенокардии, которым давали препарат якорцев стелющихся, и 67 больных из группы контроля, которым давали известный китайский препарат Юйфэн Нинсинь Пянь для разжижения крови и лечения ИБС. В группе якорцев стелющихся ремиссия стенокардии составила 82,3 %, в группе препарата Юйфэн Нинсинь Пянь ремиссия составила 67,2 % Было отмечено так же улучшение результатов ЭКГ по сравнению с группой контроля.
Снижение уровня сахара в крови

В 2016 году учёные из Ирана решили проверить эффективность применения якорцев стелющихся, как способа лечения диабета, применяемого в народе. Этанольный экстракт якорцев, который они использовали, показал высокую эффективность в снижении уровня глюкозы, по сравнению с плацебо у женщин больных диабетом второго типа. Механизм снижения сахара по всей видимости связан с ингибированием активности а-глюкозидазы в тонком кишечнике. Так же был найден лёгкий ингибирующий альфа-амилазу эффект, не зависящий от дозы, что говорит о эффективности применения с очень маленькими дозировками.
Якорцы стелющиеся обладают ингибирующими липазу свойствами, что может быть полезным для снижения веса за счёт сжигания жира у больных диабетом.
В пробирке были найдены так же свойства якорцев стелющихся, снижающие гликирование белков. Что важно для лечения диабета.
Мочегонный эффект

Одно индийское исследование плодового экстракта якорцев на людях в течение месяца показало увеличение диуреза в течение дня на 200 мл. Другие исследования так же неоднократно показывали увеличение диуреза.
Применение в спорте

В целом применение якорцев стелющихся в спорте у здоровых спортсменов, а также для увеличения уровня тестостерона, не показало эффективности, за исключением случаев наличия сексуальных проблем и применения якорцев стелющихся, в сочетании с другими веществами и травами, увеличивающими уровень тестостерона. Тем не менее, существуют исследования, показывающие умеренную эффективность якорцев стелющихся в спорте Разница в результатах исследований, по всей видимости, связана как с обилием некачественных травяных добавок на рынке, так и с большим количеством добавок с якорцами из Индии и Китая, которые почти не содержат протодиосцина.
Американское исследование 2000 года показало, что восьминедельное введение экстракта якорцев (3,21 мг на кг массы тела в сутки) не увеличило мышечную массу тела, физическую работоспособность или выносливость у подготовленных мужчин, занимавшихся силовыми тренировками, по сравнению с контрольной группой, получавшей плацебо.
Болгарское исследование 2004 года показало отсутствие роста андрогенных гормонов у молодых мужчин после 24 дней употребления экстракта якорцев.
Исследование, проведённое в Австралии, показало, что ежедневное введение 450 мг экстракта якорцев в течение пяти недель элитной группе регбистов, занимавшихся силовыми тренировками, не вызвало у них прироста силы или мышечной массы в большей мере, чем в контрольной группе, где атлеты не получали экстракт.
Польское исследование 2005 года, проведённое на баскетболистах, показало, что приём экстракта якорцев молодыми подготовленными спортсменами не ведёт к увеличению концентрации тестостерона в крови, изменению структуры тела и росту силы.
Исследование, проведённое в 2009 году в Литве, обнаружило эффективность БАДа, содержащего экстракт якорцев, для повышения уровня тестостерона в первые 10 дней применения. В этом исследовании была отмечена так же тенденция к снижению концентрации мочевины, холестерина и билирубина.
Итальянское исследование препарата, содержащего якорцы стелющиеся, представило его эффективность для повышения уровня тестостерона. Однако не известно, какой процентный вклад якорцев в эти показатели.
Бразильское исследование 2016 года на мужчинах, показало снижение процента жира в организме, значительное увеличение мышечной массы, а также повышение уровня дигидротестостерона.

## Исследования на животных
Одно из исследований на приматах и крысах показало, что применение трибулуса повышает уровень дигидротестостерона, дегидроэпиандростерона и тестостерона. Скорей всего, подобный эффект был достигнут благодаря протодиосцинам.
Исследование 2011 года, проведённое в Университете Сингапура, показало, что 8-недельное введение экстракта якорцев приматам, кроликам и крысам (как нормальным, так и кастрированным) приводило к статистически значимому росту андрогенов. У приматов рост тестостерона (52 %), дигидротестостерона (31 %) и дегидроэпиандростерон-сульфата (29 %) в дозе 7,5 мг/кг были статистически значимыми. У кроликов как тестостерон, так и дигидротестостерон были увеличены по сравнению с контролем, однако, только увеличение дигидротестостерона (на 30 % и 32 % на 5 и 10 мг/кг) были статистически значимыми. У кастрированных крыс повышение уровня тестостерона составило 25 %, что было статистически значимым.
Исследование той же группы учёных в 2003 году показало, что 8-недельное введение экстракта крысам приводило к росту массы последних (до 23 % при дозе 5 мг экстракта якорцев на килограмм собственного веса животного) и улучшения сексуальных параметров.
Индийское исследование 2008 года показало повышение концентрации тестостерона в крови крыс, получавших экстракт якорцев, а также улучшение у них сексуальной функции; то же самое было продемонстрировано в другом индийском исследовании 2012 года, проведённом на сексуально малоактивных крысах. Подобное бразильское исследование 2009 года, проведённое на лабораторных крысах (кастрированных и нормальных), наоборот, не обнаружило увеличения концентрации тестостерона в крови после 28 дней введения экстракта якорцев в разной концентрации, а также отсутствие стимуляции простаты и семенных пузырьков.
Одно из исследований на животных, показало эффективность экстракта якорцев стелющихся для лечения поликистоза яичников.
В различных исследованиях на животных, были найдены обезболивающие, спазмолитические, сахароснижающие, антидепрессивные, антигипертензивные,снижающие уровни триглицеридов и холестерина увеличивающие содержание супероксиддисмутазы в крови, нейропротекторные и гепатопротекторные свойства якорцев стелющихся.

## Исследования в пробирке
Стероидные сапонины из Tribulus Terrestris L. обладают противогрибковой активностью против флуконазол устойчивых грибков Candida. Другие исследования в пробирке так же показали, как противогрибковые так и антибактериальные свойства якорцев стелющихся.
Исследования в пробирке клеток сердца и целых сердец животных, показало, что вещества из якорцев стелющихся обладают защитным эффектом на ткани сердца, был обнаружен, так же, нейропротекторный эффект стероидных сапонинов якорцев стелющихся.
Были найдены сильные противовоспалительные эффекты якорцев стелющихся в пробирке, в другом исследовании были найдены свойства якорцев, снижающие гликирование белков.
В пробирке, водные экстракты Tribulus Terrestris показали защитные свойства, от окисленных ЛПНП, понижающие липиды, антигипертензивные и эндотелиальные защитные эффекты.
Сапонины из якорцев стелющихся, обладают цитостатическими свойствами, многочисленные исследования показали высокую эффективность против большей части существующих линий рака.
В якорцах стелющихся были обнаружены вещества обладающие гепатопротекторными свойствами. Был выделен белок, по всей видимости частично ответственный за разрушение камней в почках, для чего якорцы часто используют в народной медицине.
Инкубация спермы человека с экстрактом якорцев, значительно увеличила общую подвижность сперматозоидов, количество прогрессивно подвижных сперматозоидов и их криволинейную скорость, кроме того была значительно увеличена жизнеспособность сперматозоидов.
Был найден защищающий от повреждений ДНК эффект, оказываемый полисахаридами якорцев. (Они обычно не содержатся в стандартизированных по сапонинам биологических добавках). Напротив, одно исследование показало возможную генотоксичность водных экстрактов, В другом эксперименте была найдена дозозависимая генотоксичность экстракта плодов якорцев на лимфоцитах человека, с выводом: «Водные экстракты плодов T. terrestris могут иметь генотоксический эффект в терапевтических протоколах, если они используются в высоких дозах».

## Побочные свойства и противопоказания
Якорцы стелющиеся нельзя применять беременным и кормящим женщинам, при почечной недостаточности, индивидуальной непереносимости. Следует соблюдать дозировки, так как в больших количествах якорцы стелющиеся способны оказывать излишнюю нагрузку на почки, причём у спиртового экстракта этот эффект намного более выражен. Нельзя совмещать якорцы стелющиеся с сильными антикоагулянтами (варфарин, клопидогрель и тому подобными), так как их лечебное действие, как и у многих других лекарственных трав, при совмещении может извращаться. Если трава якорцев применяется хронически, а не курсами, или используется  для улучшения параметров спермы, при планировании детей, то вероятно будет безопаснее применение якорцев в виде любых экстрактов кроме водных(настойки на спирте, масле и т п). В любом случае, не следует превышать дозировки при использовании водных экстрактов, в особенности если курс длительный.